# Neohahnia
Neohahnia is een geslacht van spinnen uit de  familie van de Hahniidae (kamstaartjes).

## Soorten
- Neohahnia chibcha Heimer & Müller, 1988
- Neohahnia ernsti (Simon, 1897)
- Neohahnia palmicola Mello-Leitão, 1917
- Neohahnia sylviae Mello-Leitão, 1917